# 斯隆 (內華達州)
斯隆（英語：Sloan）是位於美國內華達州克拉克縣的非建制地區。

## 歷史
斯隆的郵局於1922年設立，其後於1964年停運。

## 地理
斯隆所處的海拔為高於海平面861米（即2825英呎），而該地所採用的時區為UTC-8，即太平洋时区（PST）。同時該地設有夏令時間，為UTC-8調快一小時，即UTC-7（PDT）。